# Nordi Mukiele
Nordi Mukiele Mulere (* 1. listopadu 1997 Montreuil) je francouzský profesionální fotbalista, který hraje na pozici pravého obránce či záložníka za francouzský klub Paris Saint-Germain FC a za francouzský národní tým.

## Klubová kariéra
Mukiele hrál v dětství za akademii týmu Paris FC. V 16 letech se přesunul do akademie Stade Lavallois.

### Stade Lavallois
Již rok po příchodu do Stade Lavallois začal nastupovat v A-týmu. Profesionální debut odehrál 28. listopadu 2014 v utkání Ligue 2 proti AJ Auxerre. Pravidelným členem základní sestavy se však stal až v sezoně 2015/16, ve které odehrál napříč soutěžemi 17 utkání. První profesionální gól vstřelil 11. prosince 2015 proti týmu Clermont Foot.

### Montpellier HSC
6. ledna 2017 se Mukiele přesunul do prvoligového francouzského klubu Montpellier HSC, a to za částku 1,5 milionu eur. Ke svému debutu v týmu nastoupil 21. ledna 2017 v ligovém utkání proti FC Metz. Během působení v klubu nastoupil celkem k 50 utkáním.

### RB Leipzig
Po úspěšné sezóně v Ligue 1 přestoupil Mukiele do německého RB Leipzig za 16 milionů eur. Svůj první zápas za Lipsko odehrál 26. 7. 2018 v utkání Evropské ligy UEFA proti týmu BK Häcken. V Bundeslize odehrál první utkání 2. září proti Fortuně Düsseldorf. První gól za Lipsko vstřelil až v posledním kole Bundesligy proti Werderu Brémy. V sezóně 2019/20 dopomohl Lipsku k historickému postupu do semifinále Ligy mistrů UEFA.

### Paris Saint-Germain
V létě 2022 posílil kádr francouzského klubu Paris Saint-Germain FC. Ten za čtyřiadvacetiletého hráče zaplatil kolem deseti milionů eur. 

## Mezinárodní kariéra
Mukiele reprezentoval Francii v několika mládežnických kategoriích.